# Allaman
Allaman (toponimo francese) è un comune svizzero di 435 abitanti del Canton Vaud, nel distretto di Morges.

## Geografia fisica
Allaman è affacciato sul lago di Ginevra.

## Monumenti e luoghi d'interesse

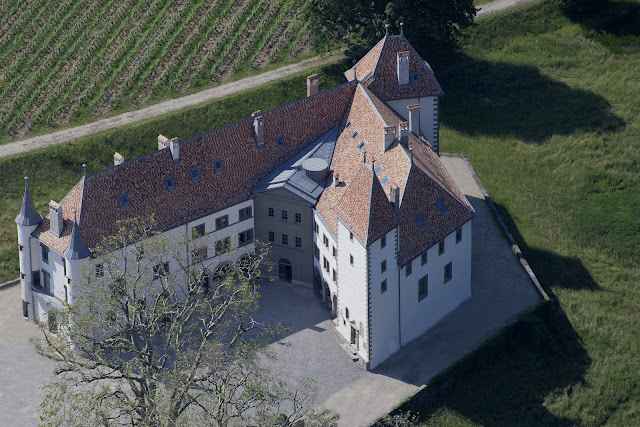
Il castello di Allaman

- Chiesa riformata di San Giovanni Battista, eretta nel XV-XVI secolo[1];
- Castello di Allaman, ricostruito nel 1723[1], inserito nella lista dei beni culturali d'importanza nazionale[senza fonte].

## Società

### Evoluzione demografica
L'evoluzione demografica è riportata nella seguente tabella:
Abitanti censiti

## Infrastrutture e trasporti
Allaman è servito dall'omonima stazione, capolinea delle linee S3 e S4 della rete celere del Vaud.

## Amministrazione
Ogni famiglia originaria del luogo fa parte del cosiddetto comune patriziale e ha la responsabilità della manutenzione di ogni bene ricadente all'interno dei confini del comune.